# Jesper Eneroth
Karl Jesper Eneroth, född 3 januari 1995 i Skogslyckans församling, Kronobergs län, är en svensk socialdemokratisk politiker. Han är son till Tomas Eneroth.
Han är sedan 2016 socialdemokraternas gruppledare i Kyrkomötet. Han valdes in som kyrkomötets yngsta ledamot i kyrkovalet 2013 och var då hemmahörande i Växjö stift. Han bor i Kungälvs kommun och sedan mars 2016 är han ordförande för Socialdemokratiska föreningen i Göteborg. Han ingår sedan 2016 i socialdemokraternas partistyrelse. 2020 valdes han till vice ordförande i Socialdemokrater för tro och solidaritet.
I samband med kyrkovalrörelsen 2017 uppmärksammades Eneroths insatser i en debatt mot sverigedemokraternas Aron Emilsson. I Breaking News med Filip och Fredrik beskrevs debattinsatsen som det största politiska genombrottet på 50 år. På QX-galans 20-årsjubileum 2018 nominerades han till priset årets Hetero.
Jesper Eneroth initierade och producerade skivan På rätt sida av historien där bland andra Ingvar Carlsson, Stefan Löfven, Magdalena Andersson deltog. Den spelades in i Benny Anderssons studio på Skeppsholmen i Stockholm. Han har även gett ut boken Förkämpar och paroller.